# Hamina
Hamina (en sueco, Fredrikshamn, en cirílico ruso, Хамина) localidad finesa en el sur del país monolingüe en finés y puerto principal de Finlandia, sobre todo para cargamentos forestales a Rusia.

## Historia
Se mencionaba el condado de Vehkalahti por primera vez en un documento datado en 1336 y la localidad fue desanexionada del resto de Vehkalahti en 1653 y se llamó Vehkalahden Uusikaupunki ("Nueva ciudad de Vehkalahti"  , Veckelax Nystad en sueco) y la ciudad fue destruida en 1712 durante la Gran Guerra del Norte.

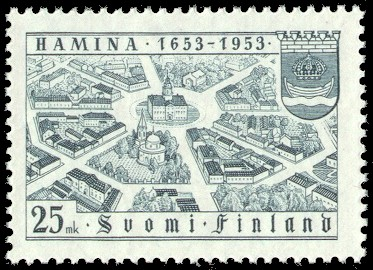
Forma arquitectónica de Hamina

Como la importante localidad de Viipuri se rindió a los rusos en 1721, esta ciudad (recientemente rebautizada en honor del rey Federico I de Suecia en 1723) decidió sustituir sus funciones como puerto comercial. Enseguida los lugareños le cambiaron el nombre al actual y se llevó a cabo una reconstrucción de 1722 a 1724. La fortaleza en forma de estrella y los planes  de urbanización circular se basaban en una fortaleza italiana renacentista del siglo XVI. Otra ciudad con forma rara es Palmanova en Italia.
En 1743 Hamina fue sitiada por las tropas rusas tras la Guerra ruso-sueca, 1741-1743, y la localidad de Loviisa iba a ser la siguiente candidata para el comercio con oriente, así Hamina se quedaría como ciudad fronteriza, para lo que necesitaba una fortaleza. 
El Tratado de Fredrikshamn (o Tratado de Hamina) (1809), por el que Suecia cedía Finlandia junto con las provincias de Laponia, Västerbotten y las Islas Åland, fue firmado aquí. Así Suecia fue dividida y con territorios llamados Vieja Finlandia se formó el Gran Ducado de Finlandia, una entidad autónoma dentro del Imperio ruso. 
Tuvo una escuela de cadetes hasta 1903, en 1920 se abrió una escuela de oficiales y dado que la ciudad se fundó al lado de la iglesia de Vehkalahti, el centro urbano está en los lindes con esta localidad, que se anexionó a Hamina en 2003.

## Sitios más importantes
- Iglesia de Santa María de Hamina, originalmente medieval fue devastada por el fuego y reconstruida por el arquitecto Carl Ludvig Engel en 1828. Es el edificio más antiguo de Kymenlaakso.[3][4]
- Iglesia de San Juan de Hamina, Carl Ludvig Engel, 1843. Neoclásica.
- Iglesia ortodoxa de San Pedro y San Pablo de Hamina, 1837. Está junto a otras dos (Iglesia Ulrika Eleonora, construida en 1732 y destruida en 1742, e Iglesia Isabel, construida en 1750 y destruida en 1821). El campanario se construyó en 1862.[4]
- Ayuntamiento. Construido en 1798, renovado por Carl Ludvig Engel en 1840.
- Escuela de Oficiales
- Museo municipal de Hamina, construido en el lugar del primer encuentro del rey Gustavo III de Suecia y la emperatriz Catalina II de Rusia en 1783.[3]
- Museo de Shopkeeper
- Fortaleza de Hamina, construida en el siglo XVIII. Las esquinas de la fortaleza forman seis bastiones con nombres de localidades finesas. El Bastión Central se añadió a finales del siglo XVIII y se suele usar para eventos culturales.

## Galería

Antigua armería, en uso hasta 2003
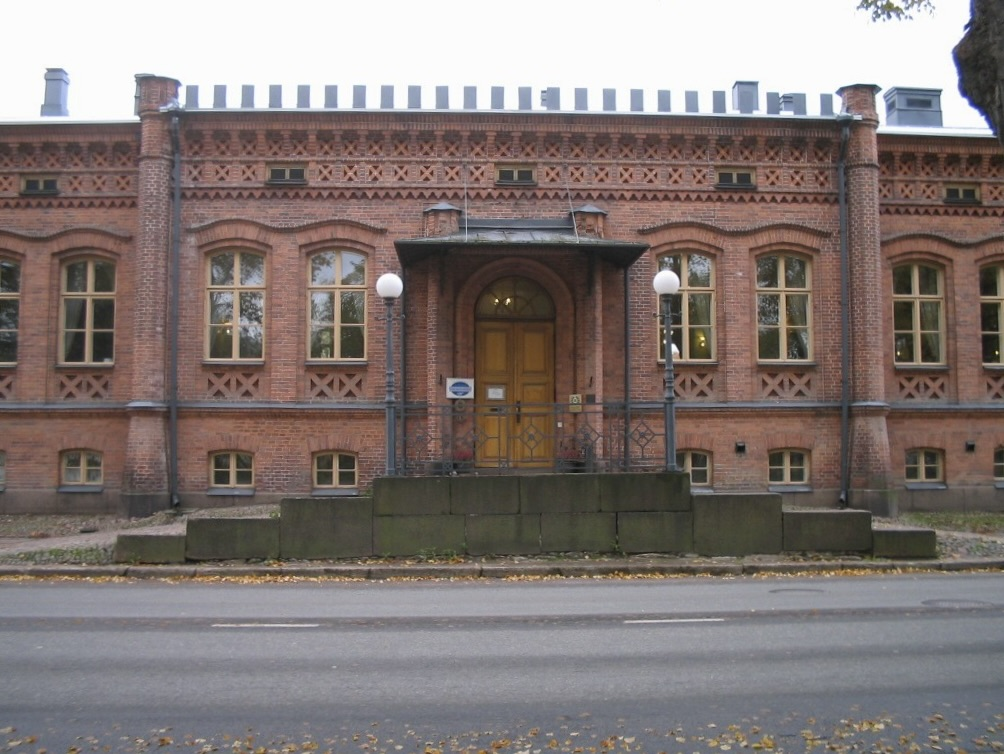
Varuskuntakerho
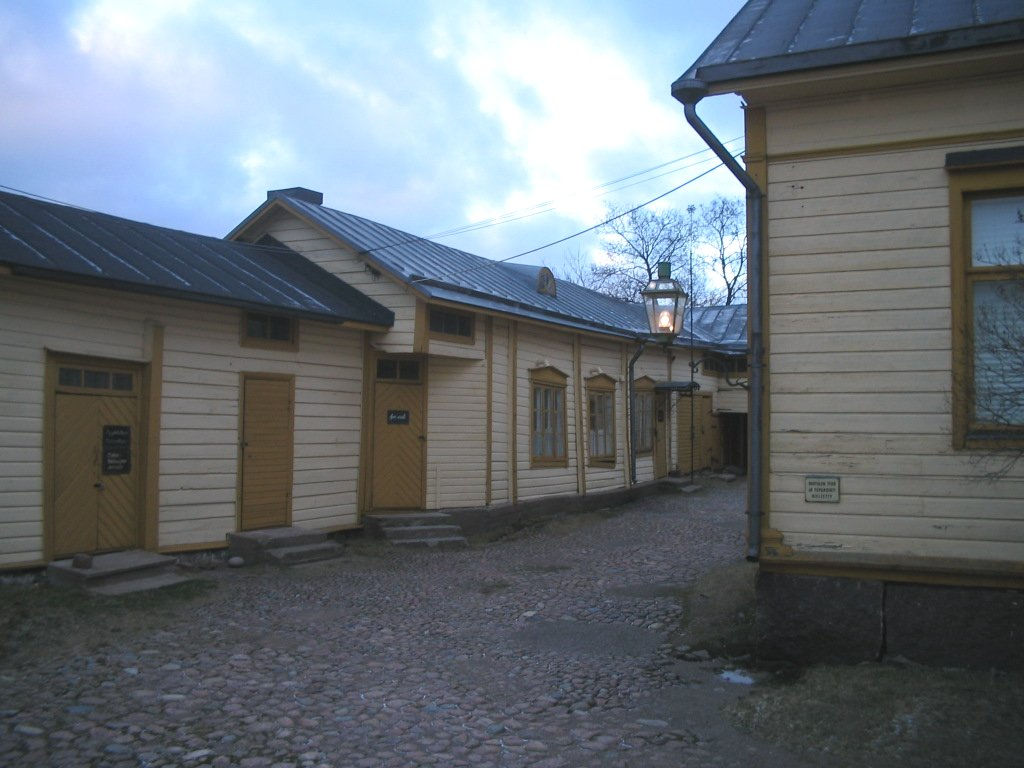
Museo de Shopkeeper
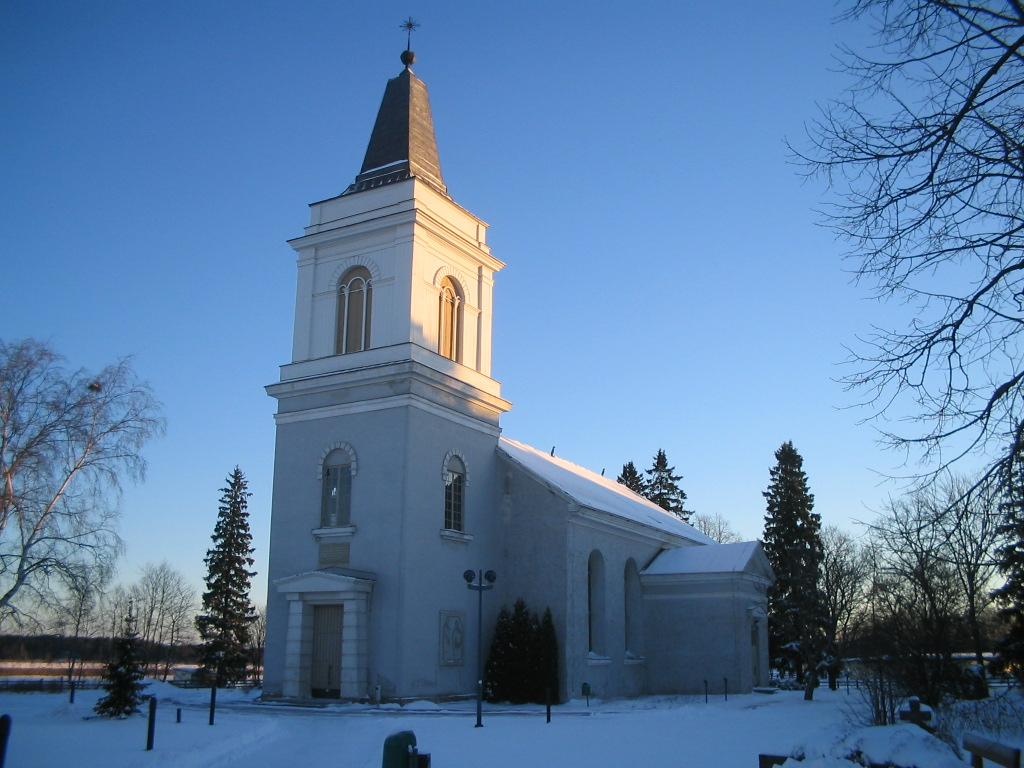
Iglesia de Santa María